# Connarus subinaequifolius
Connarus subinaequifolius är en tvåhjärtbladig växtart som beskrevs av Adolph Daniel Edward Elmer. Connarus subinaequifolius ingår i släktet Connarus och familjen Connaraceae. Utöver nominatformen finns också underarten C. s. sericeus.